# El señor de las bestias 3. El ojo de Braxus
El señor de las bestias 3. El ojo de Braxus (título original: Beastmaster III: The Eye of Braxus) es un telefilme estadounidense de 1996 dirigido por Gabrielle Beaumont y protagonizado por Marc Singer, Tony Todd y Keith Coulouris.
Es la tercera parte de la saga de El señor de las bestias.La primera parte de la franquicia se hizo en 1982 y la segunda en 1991.

## Argumentación
Antes de morir el padre de Dar, él le da un misterioso amuleto al hermano de éste, Tal, que ahora es rey. Mientras Dar deambula con sus animales de compañía, él conoce a una familia a la que puede ayudar, ya que sus tierras han sido conquistadas por el malvado Agon. Dar consigue una audiencia con su hermano para que le preste sus tropas para ir a luchar contra Agon. Sin emabargo, por la noche el rey es capturado por las tropas carmesí del maligno para poder hacerse con ese amuleto (el ojo del dios encarcelado Braxus). Dar, sin embargo tiene la mitad del amuleto y ahora deberá tomar la decisión de entregarlo o no para poder liberar a su hermano Tal.

## Reparto
| Actor              | Personaje |
| ------------------ | --------- |
| Marc Singer        | Dar       |
| Tony Todd          | Seth      |
| Keith Coulouris    | Bey       |
| Sandra Hess        | Shada     |
| Casper Van Dien    | Rey Tal   |
| Patrick Kilpatrick | Jaggart   |
| Lesley-Anne Down   | Morgana   |
| David Warner       | Lord Agon |

## Recepción
Hoy en día la película ha sido valorada en portales cinematográficos. En IMDb, con aproximadamente 1500 votos registrados, el filme obtiene una media ponderada de 3,9 sobre 10. En cuanto a Rotten Tomatoes, los más de 100 votos registrados en ese portal le dieron allí una valoración media de 2,4 de 5. Finalmente en La Vanguardia los usuarios que dieron su opinión allí le dieron a la película una aprobación del 46%.